# Siedlung Höhenblick

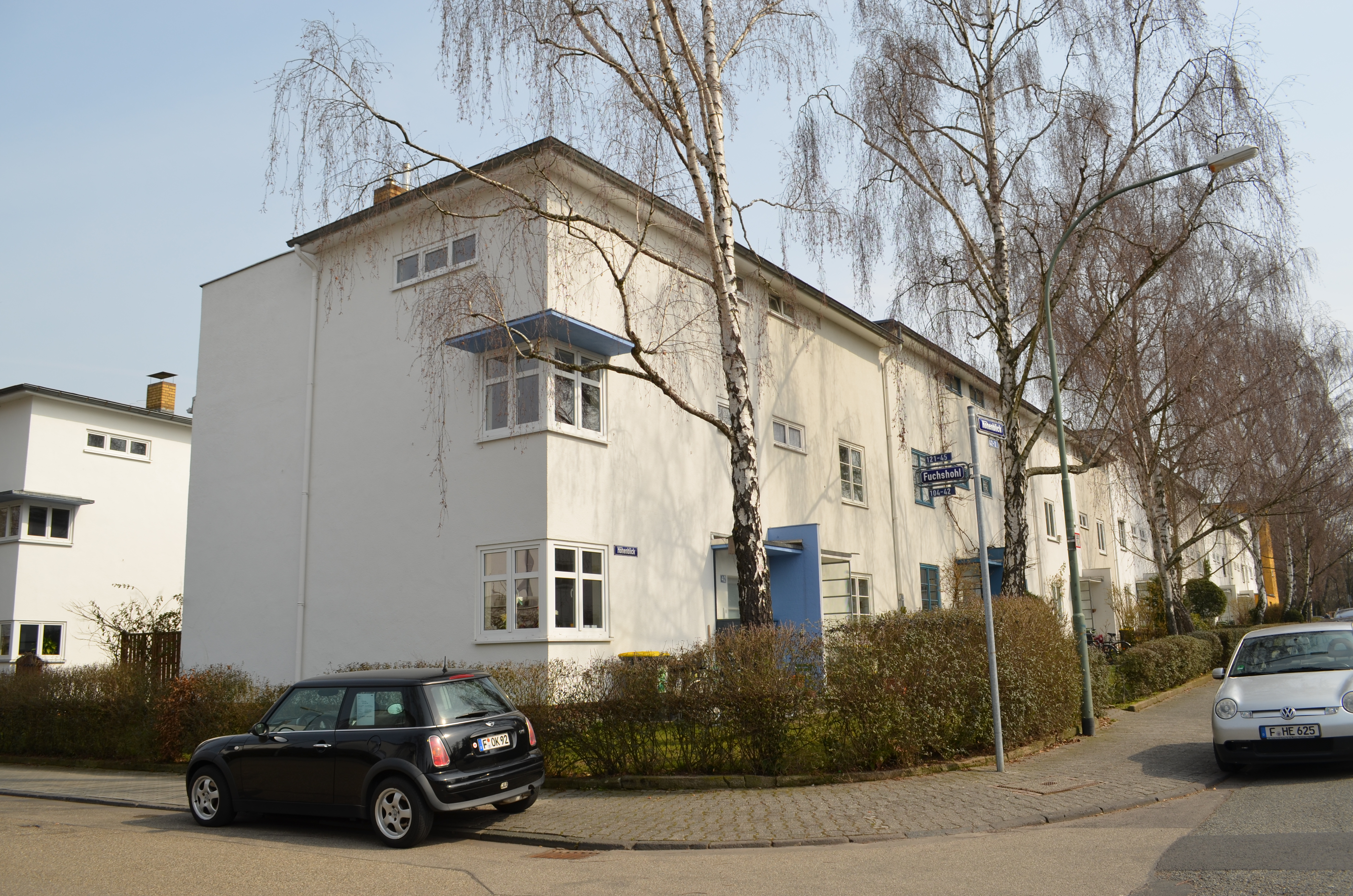
Wohnhaus der Siedlung Höhenblick, Ecke Kurhessenstraße/Höhenblick

Die Siedlung Höhenblick ist eine unter Denkmalschutz stehende Siedlung in Frankfurt am Main. Sie wurde von 1926 bis 1927 in Frankfurt-Ginnheim im Baustil des Neuen Frankfurt errichtet.
Die Siedlung Höhenblick wurde nach Plänen des Siedlungsdezernenten der Stadt Frankfurt Ernst May durch die AG für kleine Wohnungen am Ginnheimer Hang gebaut, ein Abhang am westlichen Rand des Stadtteils zum westlich davon gelegenen Tal des Flusses Nidda. Die Bebauung ist gleichmäßig über den mäßig steilen Hang verteilt. Sie besteht aus etwa 100 dreigeschossigen Einfamilienhäusern in Ziegelbauweise, mit Flachdach und betonten Kopfbauten. Architekten waren Ernst May und Carl-Hermann Rudloff, die gärtnerische Gestaltung mit Dachterrassen und Gartenparzellen verantwortete der Frankfurter Gartenbaudirektor Max Bromme. Die Siedlung umfasst die Häuser entlang der Straßen Fuchshohl (Hausnummern 31–57, 32–52 und 61–73), Kurhessenstraße (123–134) und Höhenblick (2–50, 3–37); im Westen wird sie durch die Straße Niddablick begrenzt. Sie ist ein Kulturdenkmal aus geschichtlichen und städtebaulichen Gründen nach dem Denkmalschutzgesetz des Landes Hessen.
Der eigentlichen Siedlung ist eine zweigeschossige Doppelhausreihe vorgelagert. Um einen Neubau in dieser Reihe entstand 2008 ein Rechtsstreit, der letztlich vor dem hessischen Verwaltungsgerichtshof (VGH) entschieden wurde. Nachdem der geplante Abriss eines dieser Häuser sowie Pläne für einen Neubau an dessen Stelle bekannt wurden und sich ein Nachbarschaftsstreit darum entwickelt hatte, entschied die Denkmalschutzbehörde, auch diese Randgebäude unter Denkmalschutz zu stellen. Dennoch erteilte die Stadt Frankfurt die Abrissgenehmigung. Der VGH entschied, dass lediglich die Denkmalschutzbehörde und nicht die Nachbarn klageberechtigt seien und wies die Klage der Nachbarn gegen den Abriss ab.